# SNX3
SNX3‏ (Sorting nexin 3) هوَ بروتين يُشَفر بواسطة جين SNX3 في الإنسان.